# Michal Žák
Michal Žák (* 12. července 1978 Třebíč) je český meteorolog, moderátor a vysokoškolský pedagog, od roku 2005 moderuje v České televizi pořad Předpověď počasí. Od roku 2022 je proděkanem MFF UK pro propagaci.

## Život
Vystudoval Gymnázium Třebíč a následně obor meteorologie a klimatologie na Matematicko-fyzikální fakultě Univerzity Karlovy v Praze (postupně získal tituly Mgr. a Ph.D.).
V České televizi působí od května 2005 v Redakci zpravodajství ČT, resp. v redakci počasí. Moderuje pořad Předpověď počasí. V ČT působil i jako moderátor magazínu o počasí Turbulence, který v letech 2011 až 2013 vysílala ČT24.
Spolupracuje s Českým hydrometeorologickým ústavem v Praze a přednáší na Matematicko-fyzikální fakultě UK v Praze.
Michal Žák je svobodný a bezdětný.

## Dílo
- ZÁRYBNICKÁ, Alena; ŽÁK, Michal; KARAS, Pavel; MÍKOVÁ, Taťána. Když se blýská na časy : počasí a klima u nás i ve světě. 1. vyd. Brno: CPress, 2018. 240 s. ISBN 978-80-264-2304-1.